# La pia danza
La pia danza (titolo originale Der fromme Tanz: Das Abenteuerbuch einer Jugend) è il primo dei sette romanzi scritti da Klaus Mann, figlio maggiore di Thomas Mann. Pubblicato nel 1926, è considerato uno dei primi libri di narrativa in lingua tedesca che descrivono una storia e dei personaggi esplicitamente omosessuali.
Scritto nel 1925, quando l'autore aveva 19 anni come il protagonista, presenta evidenti tratti autobiografici: la provenienza dalla classe medio-alta, l'essere un intellettuale omosessuale e le relazioni artistiche intraprese con varie personalità dell'epoca.

## Trama
Ambientato tra Berlino e Parigi, il libro è la storia di Andreas, un ragazzo omosessuale proveniente da una famiglia borghese benestante. Appena compiuti 18 anni, si reca a Berlino per scoprire gli ambienti gay di una grande città. S'immerge immediatamente nell'esistenza bohème, viene iniziato all'amore gay, e tenta di elaborare letterariamente le speranze ed ambizioni della sua generazione.
In seguito, sognando una carriera di poeta, si trasferisce a Parigi, capitale artistica ed intellettuale d'Europa. Qui incontra, e poi convive, con Niels, un bellissimo quanto cinico prostituto del quale si innamora, venendone ingannato e abbandonato. Singolare mix di estasi mistiche e orge, rivela molto dello spirito irriducibilmente ribelle di Mann.

## Edizione italiana
- Klaus Mann, La pia danza. Avventura di una giovinezza, traduzione di Fulvio Ferrari, Milano, Gammalibri, 1983.